# Епископ марчански Сава
Сава (световно Бојан Бундало; Бања Лука, 9. децембара 1984) викарни је епископ митрополита бањалучког са титулом епископ марчански  и бивши шеф кабинета Патријарха српског Порфирија.

## Биографија
Епископ Сава (Бундало) рођен је 9. децембара 1984. године у Бањој Луци Република Српска, БиХ, али је одрастао у Српцу где је завршио основну школу, а потом, по благослову епископа бањалучког г. Јефрема (Милутиновића), уписао и завршио Цетињску богословију. На Православном богословском факултету Универзитета у Београду дипломирао је 2010. године. Постдипломске студије завршио је на Институту Васељенске Патријаршије у Шамбезију, Швајцарска, где је магистрирао.
Ментор му је био чувени православни канонич проф. др Власије Фидас. У чин јерођакона рукоположен је другог дана Божића, на празник Сабора Пресвете Богородице 8. јануара 2020. године у Саборној цркви у Загребу. У презвитерски чин рукоположен је у петој недељи великог поста, 18. априла 2021. године, руком Његове светости патријарха српског г. Порфирија Перића.

## Епископ
На редовном мајском заседању Светог архијерејског сабора Српске православне цркве дана 29. маја 2021. године јеромонах Сава (Бундало) изабран је за викара патријарха српског, са титулом епископ марчански. У чин епископа рукоположен је 3. октобра 2021. у Храму Светог Саве.
Светог архијерејског сабора Српске православне цркве дана 20. маја 2023. године владика Сава (Бундало) изабран је за викара епископа бањалучког. Од хиротоније у епископски чин до избора за викарног епископа Епархије бањалучке обављао је дужност шефа кабинета Патријарха српског Порфирија и старешине цркве Светог Димитрија на Новом Београду.

## Богословски рад
Објавио је више богословских радова у међународним и домаћим часописима. Неки од истакнутих радова су:
- L’enseignement de Didyme l’Aveugle sur la consubstantialité du Saint Esprit avec le Père et le Fils[7]
- ЧИН ОСВЕЋЕЊА ХРАМА ПО СВЕТОМ НИКОЛИ КАВАСИЛИ И БАРБЕРИНИЈЕВОМ КОДЕКСУ 336: БОГОСЛОВСКО-КОМПАРАТИВНА АНАЛИЗА[8]